# Diphyus monitorius
Diphyus monitorius är en stekelart som först beskrevs av Georg Wolfgang Franz Panzer 1801.  Diphyus monitorius ingår i släktet Diphyus och familjen brokparasitsteklar. Utöver nominatformen finns också underarten D. m. heydeni.